# Esperança do Amanhã
O Grêmio recreativo Escola de Samba Esperança do Amanhã é uma escola de samba de Nova Iguaçu, sendo sediado no bairro de Cabuçu. Já desfilou no Carnaval do Rio de Janeiro, como bloco de enredo.
Fundada no ano de 1998, já pertenceu aos grupos dos bloco de enredo da Federação dos Blocos tendo desfilado em 1998 e atualmente desfila como escola de samba no carnaval de Nova Iguaçu, que era pertencente a ABESNI e LIESNI. sendo uma escola basicamente "família" pois tem Edna Santiago como sua presidente. além de Alexandre Santiago como carnavalesco e representante da escola na LIESNI.

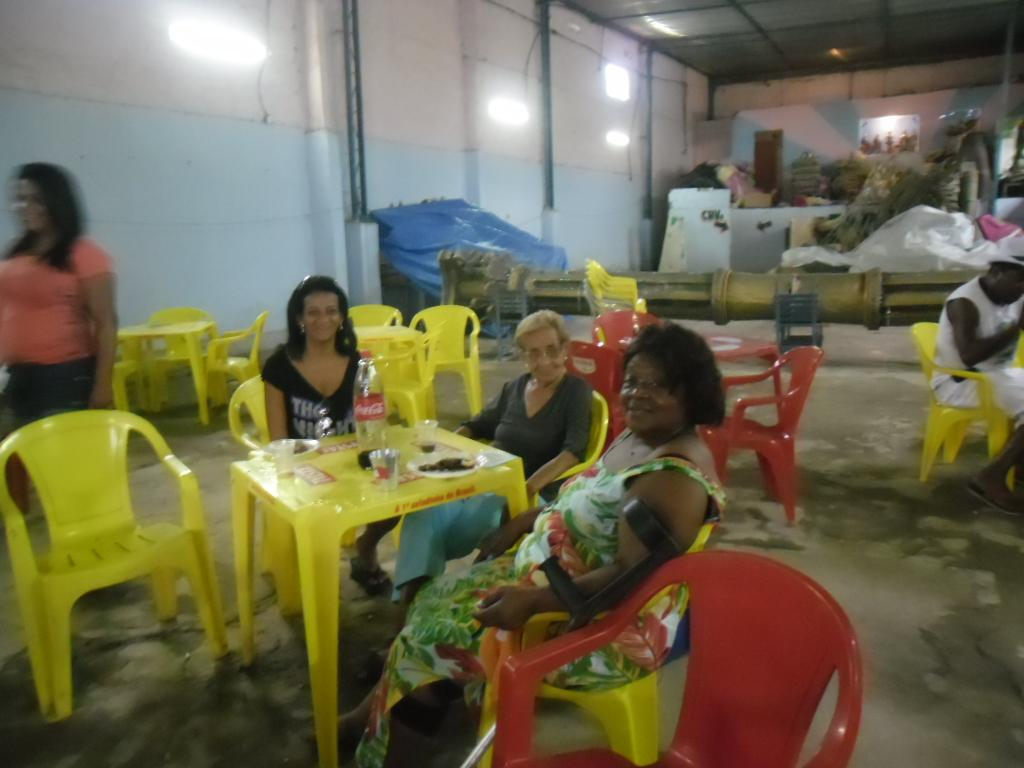
Edna Santiago (a direita), atual presidente da escola.

## Segmentos

### Presidentes
| Nome          | Mandato    | Ref.  |
| ------------- | ---------- | ----- |
| Edna Santiago | 1997-atual | [ 2 ] |

### Diretores
| Ano  | Diretor de Carnaval | Diretor de harmonia  | Mestre de bateria | Ref. |
| ---- | ------------------- | -------------------- | ----------------- | ---- |
| 2014 | Alexandre Santiago  | Comissão de Harmonia | Anselmo           |      |
| 2015 | Alexandre Santiago  | Comissão de Harmonia | Anselmo           |      |

### Casal de Mestre-sala e Porta-bandeira
| Nome                  | Ano  | Ref.        |
| --------------------- | ---- | ----------- |
| Marcelo e Flávia Leal | 2013 | [ 2 ] [ 3 ] |

### Corte da bateria
| Nome      | Rainha            | Musa             | Ref. |
| --------- | ----------------- | ---------------- | ---- |
| 2008-2013 | Adriana Rodrigues | -                |      |
| 2014      | Adriana Rodrigues | Ariane Rodrigues |      |

## Carnavais
| Ano  | Colocação    | Grupo        | Enredo | Carnavalesco         | Intérprete                        | Ref.        |
| ---- | ------------ | ------------ | --- | -------------------- | --------------------------------- | ----------- |
| 1998 | 5º lugar     | 4-BLOCO      | |                      |                                   | [ 4 ] [ 1 ] |
| 1999 |              |              | |                      |                                   | [ 4 ]       |
| 2000 |              |              | |                      |                                   | [ 4 ]       |
| 2001 |              |              | |                      |                                   | [ 4 ]       |
| 2002 |              |              | |                      |                                   | [ 4 ]       |
| 2003 |              |              | |                      |                                   | [ 4 ]       |
| 2004 |              |              | |                      |                                   | [ 4 ]       |
| 2005 | 8º lugar     | 1-ABESNI     | |                      |                                   | [ 4 ]       |
| 2006 | 11º lugar    | 1-ABESNI     | Na minha História da Aviação o Universo não é o limite                                                                                                |                      |                                   | [ 4 ]       |
| 2007 | 10º lugar    | 1-ABESNI     | |                      |                                   | [ 4 ]       |
| 2008 | 6º lugar     | 1-ABESNI     | | Alexandre Santiago   |                                   | [ 4 ]       |
| 2009 | 7º lugar     | 1-ABESNI     | Planeta água | Alexandre Santiago   | Marquinho 10                      |             |
| 2010 | 6º lugar     | 1-ABESNI     | Paulo Santos - O anônimo que se transformou ilustre nas terras de Nova Iguaçu                                                                         | Alexandre Santiago   | Marquinho 10, Efigênio e Jones 10 | [ 5 ]       |
| 2011 | 6ºlugar      | ÚNICO        | Como é bom ser criança, nas ondas do Esperança | Alexandre Santiago   | Marquinho 10, Efigênio e Jones 10 |             |
| 2012 | 3º lugar     | ÚNICO        | Recriando a criação em uma viagem ao tempo do Criador Compositores:Val, Fabinho, Daniel do Flora, Tavinho da Fé, Juninho, Paulinho Pontes e Cantuário | Alexandre Santiago   | Marquinho 10 e Efigênio           |             |
| 2013 | Hour-concurs | Hour-concurs | Entre rapós e farrafos do lixo! O Esperança faz sua necessidade Compositores:Crispim, Lourenço, Mauro Naval, Jadir Mendes e Sandro JR                 | Alexandre Santiago   | Marquinho 10                      |             |
| 2014 | 4º lugar     | ÚNICO        | Onda Verde, 20 anos de Sustentabilidade Compositores:Val, Jornaldo Ramos, Fabinho Pirraça, Inaldo Silva e Parazão                                     | Comissão de Carnaval | Marquinho 10                      |             |
| 2015 |              | Especial     | Será uma grande surpresa | Comissão de Carnaval | Marquinho 10                      |             |